# دیولیتسا
دیولیتسا (به بلغاری: Dyulitsa) یک منطقهٔ مسکونی در بلغارستان است که در شهرستان کیرکوفو واقع شده‌است.